# Mad Soldiers
Mad Soldiers（マッド・ソルジャーズ）は、浅倉大介と伊藤賢一による音楽ユニット。通称Mads（マッズ）。

## メンバー
- スコーピオン（浅倉大介） - ギター、ボーカル
- スネイク（伊藤賢一） - ギター、ボーカル

## 概要
1998年、スコーピオンこと浅倉大介、スネイクこと伊藤賢一により、コタニキンヤのプロデューサーユニットとして結成。BAD LUCK、MC-K2、コタニキンヤ名義でリリースされた全ての作品のプロデュースおよび作詞・作曲・編曲を2人が共同で行った。1999年から2000年にかけてViewsic（現・MUSIC ON! TV）で放送された「キンヤがゆく」「キンヤがくる」ではデビュー前後のコタニに様々な命令を下していた。
プロデュース業の傍ら自身のライブ活動も行い、2000年にロンドン・アストリア、2002年に東京厚生年金会館、2003年にパリ・ラレー城でライブイベントを実施。1999年、2000年には浅倉がプロデュースするアーティストによるライブイベント「DA's Party」にも出演している。オリジナル曲はなく、古今東西様々な楽曲をリアレンジ、カバーするという内容。なお、Mad SoldiersとしてのCDリリースはされていない。
2004年に伊藤が所属事務所ダーウィンから独立。以降、ユニットとしての活動を休止していたが、2016年、2018年、2019年にはコタニキンヤ.主催のライブイベント「Electronic Digital Kingdom」に出演した。

## プロデュース作品

### シングル
- BAD LUCK
  - 『Spicy Marmalade』（1999年7月23日）
- コタニキンヤ
  - 『高熱BLOOD』（2000年1月26日）
  - 『情熱BALLAD』（2000年5月3日）
  - 『Sweet Sweet Samba』（2000年7月19日）
  - 『Easy Action』（2000年12月6日）
  - 『No! Virtual』（2001年2月28日）
  - 『Love Stuff』（2001年5月23日）

### アルバム
- MC-K2
  - 『Mad soldiers'LABORATORY』（1999年10月21日）
- コタニキンヤ
  - 『HISTORY P-20』（2000年6月7日）
  - 『WHAT? **PHYSICAL**』（2001年7月4日）

## 設定
- 浅倉・伊藤とは別人格とされる、スコーピオンとスネイクという名前で活動。
- 生まれも育ちもロンドン。衣装にはユニオンジャックがあしらわれていることが多かった。
- ファンに「様」付けで呼ぶことを強制するなど、かなり高飛車で乱暴な性格。